# Wehrkreis X
Het Wehrkreis X (Hamburg)  (vrije vertaling: 10e militaire district (Hamburg)) was een territoriaal militaire bestuurlijke eenheid tijdens 
het nationaalsocialistische Duitse Rijk. Het bestond vanaf 1935 tot 1945.
Het Wehrkreis X was verantwoordelijk voor de militaire veiligheid van de deelstaten Sleeswijk-Holstein, Noord-Hannover, Bremen en Hamburg. En de bevoorrading en training van delen van het leger van de Heer in het gebied.

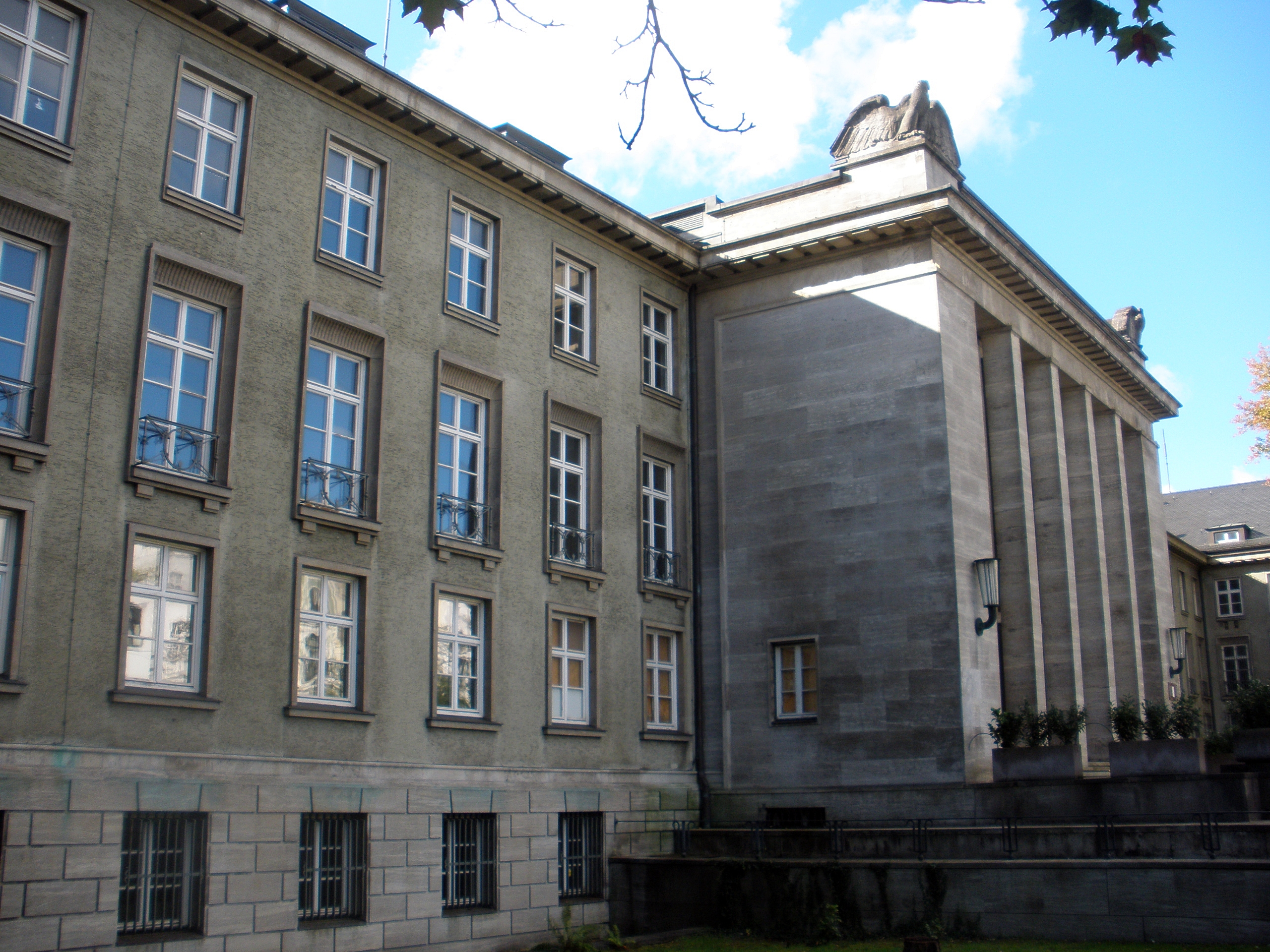
Het voormalige hoofdkwartier van het Wehrkreis in Hamburg.

Het hoofdkwartier van het Wehrkreis X  was gevestigd in Hamburg.
Het Wehrkreis X  had drie Wehrersatzbezirke (vrije vertaling: drie reserve militaire districten) Schleswig-Holstein, Hamburg en Bremen.

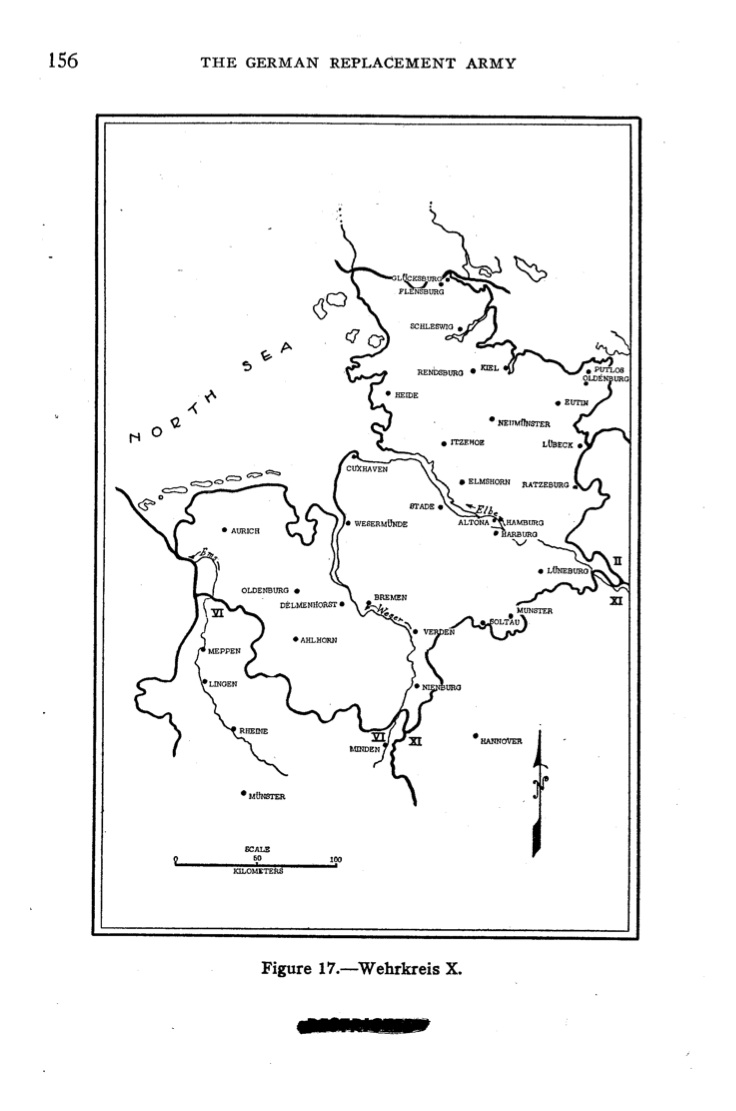
Kaart van het Wehrkreis X in 1944.

## Bevelhebbers[4]
| Rang                   | Naam                  | Begin                                              | Eind                              | Opmerking                 |
| ---------------------- | --------------------- | -------------------------------------------------- | --------------------------------- | ------------------------- |
| General der Artillerie | Wilhelm Knochenhauer  | 16 mei 1935                                        | 28 juni 1939                      | Overleden op 28 juni 1939 |
| General der Infanterie | Erich Lüdke           | 28 juni 1939 - 26 augustus 1939 - 1 september 1939 | 1 juni 1940                       |                           |
| General der Infanterie | Maximilian Schwandner | 1 juni 1940                                        | 24 oktober 1940 - 25 oktober 1940 |                           |
| General der Artillerie | Peter Weyer           | 25 oktober 1940 - 26 oktober 1940                  | 31 april 1941 (sic)               |                           |
| General der Infanterie | Erich Raschick        | 1 mei 1941                                         | 28 februari 1944 - 30 juli 1944   |                           |
| General der Infanterie | Wilhelm Wetzel        | 1 maart 1944                                       | 8 mei 1945                        |                           |

## Politieautoriteiten en SD-diensten
Höherer SS- und Polizeiführer (HSSPF):
- Hans-Adolf Prützmann (25 augustus 1939 - 1 mei 1941[17])
- Rudolf Querner (1 mei 1941 - 30 januari 1943[18])
- Georg-Henning von Bassewitz-Behr (16 februari 1943 - 20 februari 1944[19])

Befehlshaber der Ordnungspolizei (BdO):
- Rudolf Querner (16 maart 1940 - 1 oktober 1940[20])
- Karl Retzlaff (1 september 1943 - 1 januari 1945[21])
- Walter Abraham (1 januari 1945 - 8 mei 1945[22])

Inspekteur der Ordnungspolizei (IdO):
- Rudolf Querner (16 maart 1940 - 1 oktober 1940[23])
- Herbert Becker (31 oktober 1940 - 21 april 1942[24])
- Reiner Liessem (21 april 1942 - 1 september 1943)
- Herbert Becker (8 april 1942 -20 april 1943[24])

## Krijgsgevangenkampen
De volgende krijgsgevangenenkampen maakten onderdeel uit van het Wehrkreis X:
- Stalag X A Schleswig (in Sleeswijk-Holstein)
  - Stammlager X Az Kaltenkirchen
- Stalag X B Sandbostel (in Nedersaksen)
- Stalag X C Nienburg/Weser (in Nedersaksen)
- Stalag X D (310) Wietzendorf (in Nedersaksen)
- Oflag X Hohensalza (in Wartheland, hedendaags Polen)
- Oflag X A Itzehoe (in Sleeswijk-Holstein)
- Oflag X B Nienburg/Weser (in Nedersaksen)
- Oflag X C Lübeck (in Sleeswijk-Holstein)
- Oflag X D Hamburg-Fischbek
- Lager Schwarzer Weg van de Gestapo in Wilhelmshaven (in Nedersaksen)

## Höhere Kommandeur der Kriegsgefangenen
De krijgsgevangenkampen stonden sinds 1 juni 1940 onder bevel van de commandant van de krijgsgevangenen in het Wehrkreis X (Kommandeur der Kriegsgefangenen im Wehrkreis X). Dit was aanvankelijk Generalmajor Wilhelm Schönberg, en van april 1942 tot december 1943 Generalmajor Walter Schade. Met het onder het bevel van de SS plaatsen van het krijgsgevangenenstelsel, werd Georg-Henning von Bassewitz-Behr vanaf 1 oktober 1944 de commandant van de krijgsgevangenen in het Wehrkreis X.